# سامسونگ اس‌جی‌اچ-تی۷۲۹
سامسونگ اس‌جی‌اچ-تی۷۲۹ یک‌نمونه از گوشی‌های تلفن همراه سری T شرکت سامسونگ می‌باشد  که توسط همین شرکت به بازار عرضه شده‌است.